# Lanový most (Jižní spojka)

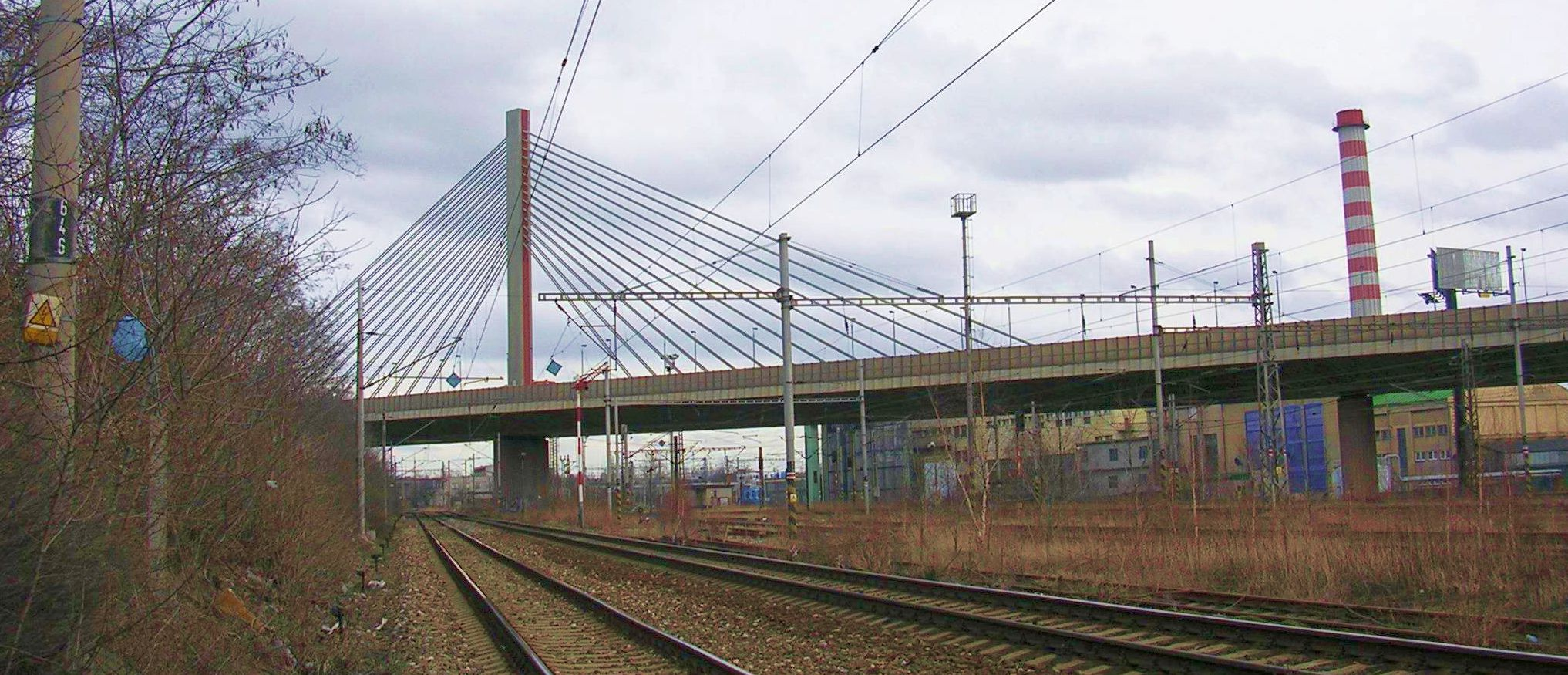
Praha, Strašnice: most na Jižní spojce

Lanový most je ustálené a vžité, avšak neoficiální pojmenování zavěšeného silničního mostu dálničního typu, který je součástí Jižní spojky na Městském okruhu v Praze a převádí provoz přes železniční trať Praha – České Budějovice, zhlaví stanice Praha-Zahradní Město, vlečku do bývalého areálu Mitas a tramvajovou smyčku Zahradní Město, sleduje okraj sídliště Skalka (ulice Přetlucká a Dolínecká). Katastrálně patří z větší části do Strašnic (část nad železničními tratěmi a severně od nich), částečně do Záběhlic (západní část, tj. jižně od železničních tratí). Nepojmenovaný most má v dokumentaci správce označení Y529-SDO-ČSD přes Mitas, v analýze TSK z roku 2016 je označován Y529 – most na Jižní Spojce  přes seřaďovací nádraží Praha-Vršovice (lanový most). V centrální evidenci mostů BMS je kód uváděn se spojovníkem a s číselnou příponou značící, že jde o společný most pro oba směry (Y-529..3), v kolonce „název“ je uveden text „SDO – závěs. přes CD. Mitas“ a v kolonce „místní název“ je text „Lanový most“.

## Historie a dopravní význam
Most projektovali Jiří Stráský, Ilja Hustý, Slavomír Kolčava a další v letech 1991–1993. Začal být budován v roce 1996 a zprovozněn byl v prosinci 1997 jako poslední budovaný úsek Jižní spojky, jejíž úsek ze Spořilova na Zahradní Město byl zprovozněn již koncem 80. let 20. století.
Na východní straně mostu má v budoucnu ostře k severozápadu pokračovat Městský okruh, zatímco nynější pokračování je již součástí Štěrboholské radiály. Mezi lety 2006 a 2012 byl v oblasti budoucí mimoúrovňové křižovatky přeložen jízdní pás ve směru do Štěrbohol na jižní stranu budoucí křižovatky, původně vedly oba jižní pásy souběžně. 

## Pojmenování
Není oficiálně pojmenovaný. Odbornými organizacemi (například provozujícími radary sledující provoz) i motoristickými publicisty bývá často v praxi označován jako Lanový most. V minulosti byl označován i jako „most přes seřaďovací nádraží Vršovice“, podle ČTK je v dokumentaci Technické správy komunikací označován „Y529 – SDO – ČSD přes Mitas“, v analýze TSK z roku 2016 je označován Y529 – most na Jižní Spojce  přes seřaďovací nádraží Praha-Vršovice (lanový most). Zkratka SDO znamená střední dopravní okruh, zkratka ČSD provozovatele železniční dráhy v době projektování mostu. Kód složený z písmene a trojciferného čísla mají i pojmenované mosty, například Karlův most má označení V015, Nuselský most X676 apod. Písmeno v označení je částečně významové (V pro mosty přes Vltavu, B pro mosty přes Botič, R pro mosty přes Rokytku, D pro mosty přes Dalejský potok, M přes Motolský potok, S přes Šárecký potok, P pro podchody, K přes Kunratický potok; zdá se, že Y je určeno pro mosty přes železniční tratě a X pro ostatní mosty). Slovní označení za kódem mostu nemá u nepojmenovaných mostů ustálený charakter vlastního jména, ale používá se jako popisné označení, jehož podoba není pevně ustálená. 
25. října 2016 se místopisná komise Rady hl. m. Prahy usnesla, že „nepodpoří návrh na pojmenování „lanového mostu“, protože by tím byl narušen názvoslovný  systém. Mosty tohoto typu (překračující pozemní silniční komunikace nebo železniční tratě) nejsou na celém území Prahy pojmenovány.“ V zápise z jednání není uvedeno, kdo pojmenování navrhoval, ani jaký název nebo jaké názvy byly navrhovány. 17. března 2019 projednávala místopisná komise Rady hl. m. Prahy návrh občana, aby most byl oficiálně pojmenován názvem Lanový most. Podle zápisu v diskusi komise převládaly názory spíše negativní a podle pana Milana Maruštíka (ANO 2011) chybí kritérium, podle kterého by bylo možno účelně stanovit, které mosty pojmenovat a které nikoliv, protože dosud se (podle něj?) pojmenovávaly zpravidla pouze mosty přes Vltavu. V této fázi byla podle zápisu diskuse přerušena a s tím, že se k problému komise ještě vrátí. Do července 2019 se však v zápisech z jednání téma již znovu neobjevilo. Technická správa komunikací hl. m. Prahy spustila 30. července 2019 na svém facebookovém a twitterovém účtu anketu, v niž nechala členy těchto sociálních sítí hlasovat o tom, zda preferují název Lanový most, nebo název Vršovický most. V obdobné anketě u článku webových Lidových novin drtivě vítězil název Lanový most se zhruba desetinásobným počtem hlasů oproti druhému návrhu, podobný poměr hlasů byl v anketě na iDnes.cz. V anketě TSK se na Facebooku 85 % a na Twitteru 87 % z celkem 967 hlasujících vyslovilo pro název Lanový most, necelých 15 procent pro jediný hlasovatelný alternativní návrh, Vršovický most. Za nejoriginálnější návrh v diskusi mluvčí TSK označila pojmenování Lannův most po průmyslníkovi a staviteli Vojtěchu Lannovi, jinak se v diskusi, spíše žertem, objevovaly též názvy jako Kolonový most, Zipový most, Záběhlík, Krajánek aj. TSK oznámila, že návrh přejmenování na Lanový most předloží místopisné komisi magistrátu (míněna zřejmě místopisná komise rady města). Místopisná komise Rady hl. m. Prahy se na svém jednání 23. října 2019 usnesla, že v souladu s analogickým řešením obdobných orientačních situací komise návrh na pojmenování nepodporuje. Ing. Libor Šíma, člen komise a ředitel odboru dopravy MHMP, upozornil komisi, že lanový most je sice významnou součástí Jižní spojky, ale jeho pojmenování by orientační situaci spíše zkomplikovalo. Rozhodnutí místopisné komise z října 2019 si ČTK a média všimly v březnu 2020, kdy o něm ovšem psaly jako o listopadovém rozhodnutí.

## Popis
Technicky jde o zavěšený most, nikoliv o visutý most. Z mohutného pylonu, který se tyčí uprostřed mostu, vybíhá do stran dvakrát čtrnáct dvojic ocelových lan, na nichž je zavěšena mostovka. Celková délka přemostění je 400,4 metru, z toho zavěšené pole měří 192,4 m.
 Most je významnou pohledovou dominantou.  
Most tvoří spojitý komůrkový trám ze segmentů o 9 polích s celkovou délkou přemostění 391,8 m, z toho část konstrukce v délce 192,6 m (7. až 9. pole) je zavěšena na ocelobetonovém pylonu. Po mostní konstrukci jsou vedeny oba dopravní směry.
Most podobné konstrukce (označovaný jako „harfový“), budovaný o 6–7 let dříve, převádí silnici I/19 přes rybník Jordán v Táboře.

## Stav a údržba
Dne 11. srpna 2008 zjistili pracovníci Technické správy komunikací hl. m. Prahy při opravě mostu u jeho východního konce v jízdním pásu pro směr ke Štěrboholům propad posledního příčného nosníku mostovky o 5 centimetrů. Pod vlivem nedávného železničního neštěstí ve Studénce byla okamžitě přijata bezpečnostní opatření: nejen že byl most zafixován, ale ve směru do Štěrbohol byl na most zakázán vjezd vozidlům těžším než 6 tun a pro ostatní vozidla byla rychlost omezena na 30 km/h, pod mostem byla omezena rychlost vlaků na trati 221 na 30 km/h a byla uzavřena ulička Dolínecká. Kamionová doprava byla odkloněna Švehlovou a Průmyslovou ulicí, které zahltila, autobusová doprava ve Švehlově ulici byla převedena na zvýšený tramvajový pás. Oprava mostu byla dokončena v březnu 2009. Došlo k opravě havarovaného koncového příčníku na jihozápadní opěře, selhání kotevních prvků říms a bezpečnostního záchytného systému.
V roce 2009  byly provedeny provedeny nové římsy se zvýšenými protihlukovými stěnami a změněn systém odvodnění mostu.
V závěru roku 2010 bylo v konceptu dokončeno vyhodnocení tuhosti koncových oblastí nosné konstrukce a funkce ložisek na pilířích mostu, které se v důsledku mimořádného excentrického namáhání kamionovou dopravou dostaly mimo optimální účinnou pracovní polohu. Výměna ložisek a realizace opatření ke zvýšení tuhosti koncových oblastí nosné konstrukce byly dokončeny v roce 2012. Na vozovkách v pravých jízdních pruzích docházelo k rozpadu jejich ložné vrstvy s opakovanými vznikem deformací a výtluků.
V analýze z března 2016 byl jeho stav klasifikován na sedmistupňové škále podle ČSN 73 6221 stupněm III – dobrý.
Dva dny po pádu Trojské lávky (2. 12. 2017) náměstek primátorky Petr Dolínek oznámil, že Praha nechá zkontrolovat lanový most na Jižní spojce, který byl také ve špatném stavu, s tím, že možná na něj bude zakázán vjezd vozidlům nad 12 tun. Souběžně měly být zkontrolovány i všechny další pražské mosty a lávky, z toho 110 mostů prioritně.
V září 2018 byla zveřejněna zpráva, že most i přes údržbu vykazuje známky kroucení nosné konstrukce a že TSK hl. m. Prahy do měsíce vypíše zakázku na jeho diagnostiku. Kompletní diagnostika měla za úkol odhalit slabá místa stavby, vliv počasí na chování konstrukce a také vytvořit model nosnosti. Podle odhadu měla vyjít jednorázová diagnostika na 6 milionů Kč, další půlmilión korun ročně pak průběžný monitoring.
O víkendech 20.–21. července a 3.–4. srpna 2019 byl most uzavřen kvůli diagnostice a zátěžovým zkouškám. Diagnostiku prováděla společnost INSET. Byla zaměřena hlavně na předpínací kabely nosné konstrukce a napětí v betonových vzpěrách. Byly využity snímače vibrací, náklonů či magnetoelasticity a tenzometry k pozorování trhlin ve vzpěrách a táhlech. Výsledky mají být hotové v únoru 2020 a podle nich má být určen další postup při běžné údržbě, případně mohou posloužit jako podklad pro rekonstrukci.